# Stanstead (district électoral)
Pour les articles homonymes, voir Stanstead.
Stanstead est un ancien district électoral du Québec de 1867 à 1976. 

## Historique
La circonscription de Stanstead est un des 65 districts électoraux créés lors de la Confédération de 1867.

## Liste des députés

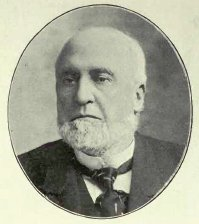
Henry Lovell, député de 1878-1881

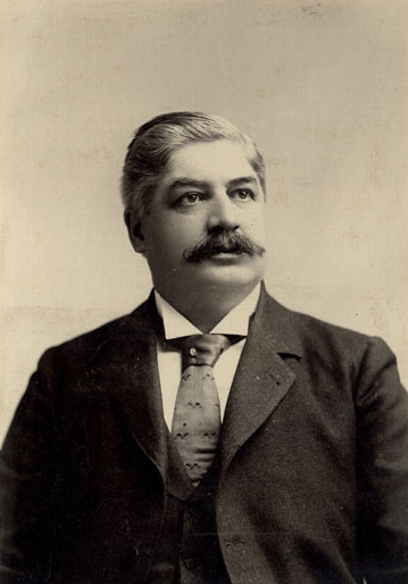
Michael Felix Hackett, député de 1892-1900

| Années | Années      | Député                     | Parti           |
| ------ | ----------- | -------------------------- | --------------- |
|        | 1867 - 1871 | Thomas Locke               | Conservateur    |
|        | 1871 - 1875 | Thomas Locke               | Conservateur    |
|        | 1875 - 1878 | John Thornton              | Conservateur    |
|        | 1878 - 1881 | Henry Lovell               | Libéral         |
|        | 1881 - 1886 | John Thornton              | Conservateur    |
|        | 1886 - 1890 | Ozro Baldwyn               | Conservateur    |
|        | 1890 - 1892 | Moodie Brock Lovell        | Libéral         |
|        | 1892 - 1895 | Michael Felix Hackett      | Conservateur    |
|        | 1895 - 1897 | Michael Felix Hackett      | Conservateur    |
|        | 1897 - 1900 | Michael Felix Hackett      | Conservateur    |
|        | 1900 - 1902 | Moodie Brock Lovell        | Libéral         |
|        | 1902 - 1904 | Georges-Henri Saint-Pierre | Conservateur    |
|        | 1904 - 1908 | Prosper-Alfred Bissonnet   | Libéral         |
|        | 1908 - 1912 | Prosper-Alfred Bissonnet   | Libéral         |
|        | 1912 - 1913 | Prosper-Alfred Bissonnet   | Libéral         |
|        | 1913 - 1916 | Prosper-Alfred Bissonnet   | Libéral         |
|        | 1916 - 1919 | Prosper-Alfred Bissonnet   | Libéral         |
|        | 1919 - 1923 | Prosper-Alfred Bissonnet   | Libéral         |
|        | 1923 - 1927 | Prosper-Alfred Bissonnet   | Libéral         |
|        | 1927 - 1931 | Prosper-Alfred Bissonnet   | Libéral         |
|        | 1931 - 1935 | Prosper-Alfred Bissonnet   | Libéral         |
|        | 1935 - 1936 | Rouville Beaudry           | ALN             |
|        | 1936 - 1938 | Rouville Beaudry           | Union nationale |
|        | 1938 - 1939 | Henri Gérin                | Union nationale |
|        | 1939 - 1944 | Raymond-François Frégeau   | Libéral         |
|        | 1944 - 1952 | Ovila Bergeron             | Bloc populaire  |
|        | 1948 - 1952 | Léon-Denis Gérin           | Union nationale |
|        | 1952 - 1956 | Léon-Denis Gérin           | Union nationale |
|        | 1956 - 1960 | Léon-Denis Gérin           | Union nationale |
|        | 1960 - 1962 | Georges Vaillancourt       | Libéral         |
|        | 1962 - 1966 | Georges Vaillancourt       | Libéral         |
|        | 1966 - 1970 | Georges Vaillancourt       | Libéral         |
|        | 1970 - 1973 | Georges Vaillancourt       | Libéral         |

### Article  connexe
- Histoire de la carte électorale